# Moncaut
Moncaut est une commune du Sud-Ouest de la France, située dans le département de Lot-et-Garonne, en région Nouvelle-Aquitaine.

## Géographie

### Localisation
Commune située sur le Petit Auvignon.

### Communes limitrophes
Moncaut est limitrophe de quatre autres communes Au sud-ouest, son territoire n'est éloigné que de 150 mètres de celui de Saint-Vincent-de-Lamontjoie.
Les communes limitrophes sont Sainte-Colombe-en-Bruilhois, Laplume, Montagnac-sur-Auvignon et Saumont.
| Montagnac-sur-Auvignon | Sainte-Colombe-en-Bruilhois |         |
|                        | Moncaut                     |         |
| Saumont                |                             | Laplume |

### Climat
Pour des articles plus généraux, voir Climat de la Nouvelle-Aquitaine et Climat de Lot-et-Garonne.
Historiquement, la commune est exposée à un climat océanique aquitain.  
En 2020, Météo-France publie une typologie des climats de la France métropolitaine dans laquelle la commune est exposée à un climat océanique altéré et est dans la région climatique Aquitaine, Gascogne, caractérisée par une pluviométrie abondante au printemps, modérée en automne, un faible ensoleillement au printemps, un été chaud (19,5 °C), des vents faibles, des brouillards fréquents en automne et en hiver et des orages fréquents en été (15 à 20 jours).
Pour la période 1971-2000, la température annuelle moyenne est de 13,1 °C, avec une amplitude thermique annuelle de 15,8 °C. Le cumul annuel moyen de précipitations est de 734 mm, avec 9,9 jours de précipitations en janvier et 7,1 jours en juillet. Pour la période 1991-2020, la température moyenne annuelle observée sur la station météorologique la plus proche, située sur la commune de Laplume à 4 km à vol d'oiseau, est de 14,2 °C et le cumul annuel moyen de précipitations est de 767,2 mm,. Pour l'avenir, les paramètres climatiques de la commune estimés pour 2050 selon différents scénarios d’émission de gaz à effet de serre sont consultables sur un site dédié publié par Météo-France en novembre 2022.

## Urbanisme

### Typologie
Au 1er janvier 2024, Moncaut est catégorisée commune rurale à habitat dispersé, selon la nouvelle grille communale de densité à sept niveaux définie par l'Insee en 2022.
Elle est située hors unité urbaine. Par ailleurs la commune fait partie de l'aire d'attraction d'Agen, dont elle est une commune de la couronne,. Cette aire, qui regroupe 81 communes, est catégorisée dans les aires de 50 000 à moins de 200 000 habitants,.

### Occupation des sols

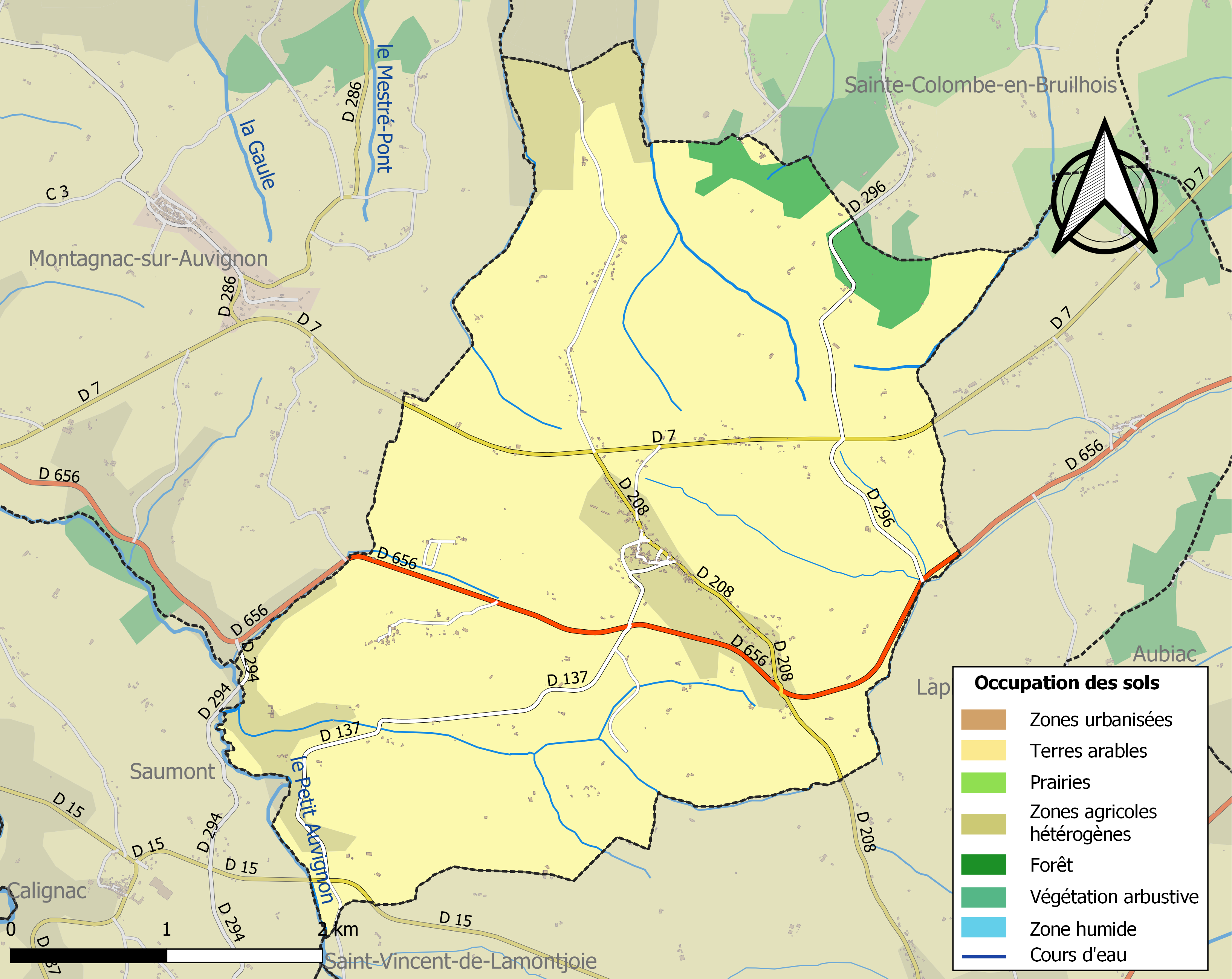
Carte des infrastructures et de l'occupation des sols de la commune en 2018 (CLC).

L'occupation des sols de la commune, telle qu'elle ressort de la base de données européenne d’occupation biophysique des sols Corine Land Cover (CLC), est marquée par l'importance des territoires agricoles (97,2 % en 2018), en augmentation par rapport à 1990 (95,5 %). La répartition détaillée en 2018 est la suivante : 
terres arables (87,4 %), zones agricoles hétérogènes (9,8 %), forêts (2,8 %). L'évolution de l’occupation des sols de la commune et de ses infrastructures peut être observée sur les différentes représentations cartographiques du territoire : la carte de Cassini (XVIIIe siècle), la carte d'état-major (1820-1866) et les cartes ou photos aériennes de l'IGN pour la période actuelle (1950 à aujourd'hui).

### Risques majeurs
Le territoire de la commune de Moncaut est vulnérable à différents aléas naturels : météorologiques (tempête, orage, neige, grand froid, canicule ou sécheresse), mouvements de terrains et séisme (sismicité très faible). Il est également exposé à un risque technologique,  le transport de matières dangereuses. Un site publié par le BRGM permet d'évaluer simplement et rapidement les risques d'un bien localisé soit par son adresse soit par le numéro de sa parcelle.

#### Risques naturels
Les mouvements de terrains susceptibles de se produire sur la commune sont des glissements de terrain et des tassements différentiels.

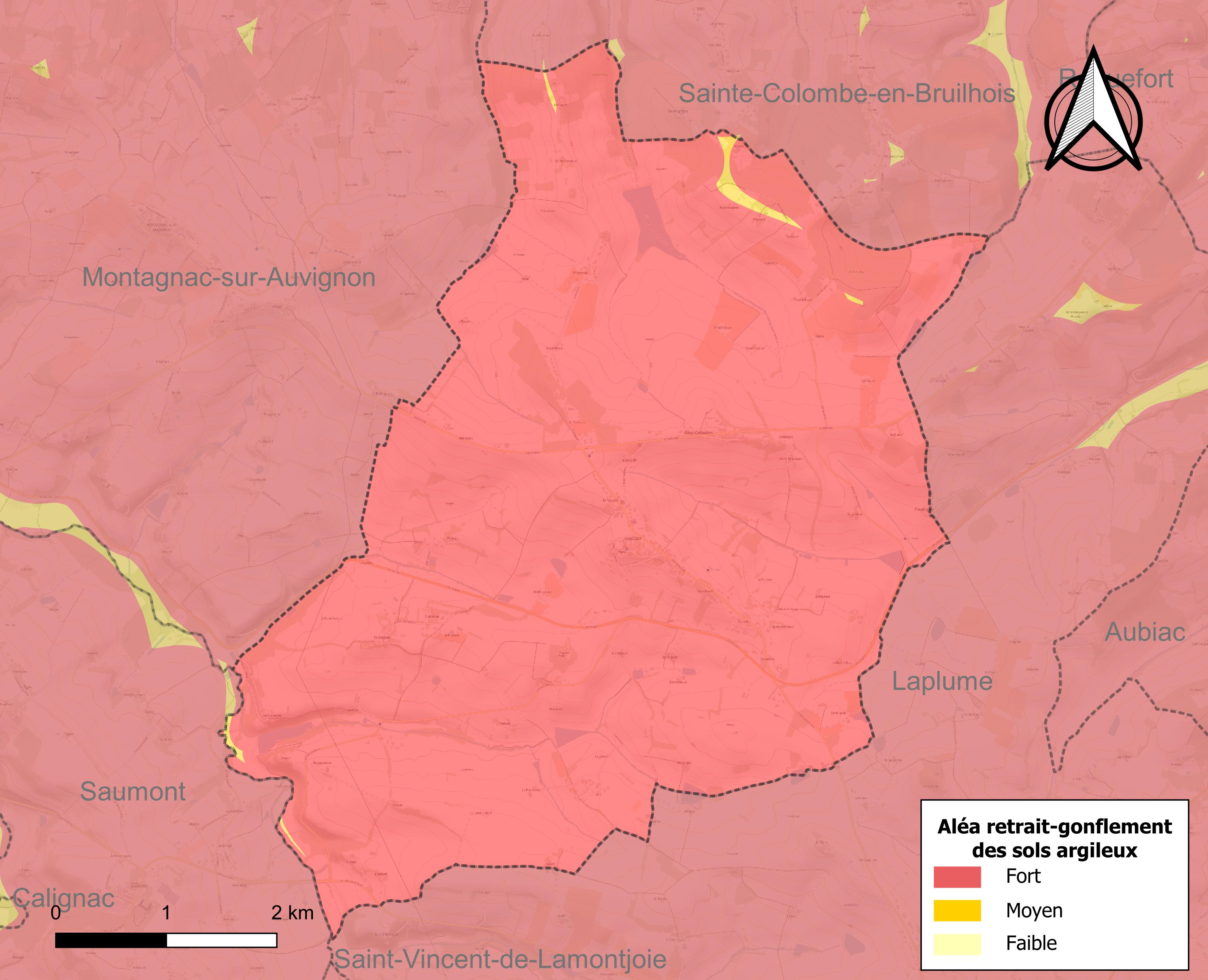
Carte des zones d'aléa retrait-gonflement des sols argileux de Moncaut.

Le retrait-gonflement des sols argileux est susceptible d'engendrer des dommages importants aux bâtiments en cas d’alternance de périodes de sécheresse et de pluie. La totalité de la commune est en aléa moyen ou fort (91,8 % au niveau départemental et 48,5 % au niveau national). Depuis le 1er octobre 2020, en application de la loi ELAN, différentes contraintes s'imposent aux vendeurs, maîtres d'ouvrages ou constructeurs de biens situés dans une zone classée en aléa moyen ou fort,.
La commune a été reconnue en état de catastrophe naturelle au titre des dommages causés par les inondations et coulées de boue survenues en 1982, 1990, 1999, 2008 et 2009, par la sécheresse en 1989, 2003, 2005, 2011 et 2017 et par des mouvements de terrain en 1999.

## Politique et administration
| Période                                  | Période  | Identité         | Étiquette | Qualité                                                        |
| ---------------------------------------- | -------- | ---------------- | --------- | -------------------------------------------------------------- |
| Les données manquantes sont à compléter. |          |                  |           |                                                                |
| mars 2001                                | En cours | Francis Malisani |           | Président de la communauté de communes des Coteaux de l'Albret |

## Démographie
L'évolution du nombre d'habitants est connue à travers les recensements de la population effectués dans la commune depuis 1793. Pour les communes de moins de 10 000 habitants, une enquête de recensement portant sur toute la population est réalisée tous les cinq ans, les populations de référence des années intermédiaires étant quant à elles estimées par interpolation ou extrapolation. Pour la commune, le premier recensement exhaustif entrant dans le cadre du nouveau dispositif a été réalisé en 2004.

En 2022, la commune comptait 573 habitants, en évolution de −8,17 % par rapport à 2016 (Lot-et-Garonne : −0,18 %, France hors Mayotte : +2,11 %).
| 1793 | 1800 | 1806 | 1821 | 1831 | 1836 | 1841 | 1846 | 1851 |
| ---- | ---- | ---- | ---- | ---- | ---- | ---- | ---- | ---- |
| 570  | 494  | 577  | 573  | 590  | 562  | 664  | 587  | 582  |

| 1856 | 1861 | 1866 | 1872 | 1876 | 1881 | 1886 | 1891 | 1896 |
| ---- | ---- | ---- | ---- | ---- | ---- | ---- | ---- | ---- |
| 628  | 606  | 657  | 629  | 631  | 629  | 600  | 515  | 522  |

| 1901 | 1906 | 1911 | 1921 | 1926 | 1931 | 1936 | 1946 | 1954 |
| ---- | ---- | ---- | ---- | ---- | ---- | ---- | ---- | ---- |
| 509  | 484  | 485  | 427  | 431  | 455  | 436  | 423  | 413  |

| 1962 | 1968 | 1975 | 1982 | 1990 | 1999 | 2004 | 2006 | 2009 |
| ---- | ---- | ---- | ---- | ---- | ---- | ---- | ---- | ---- |
| 344  | 370  | 349  | 382  | 412  | 422  | 456  | 464  | 533  |

| 2014 | 2019 | 2022 | - | - | - | - | - | - |
| ---- | ---- | ---- | - | - | - | - | - | - |
| 621  | 594  | 573  | - | - | - | - | - | - |

## Culture locale et patrimoine

### Lieux et monuments

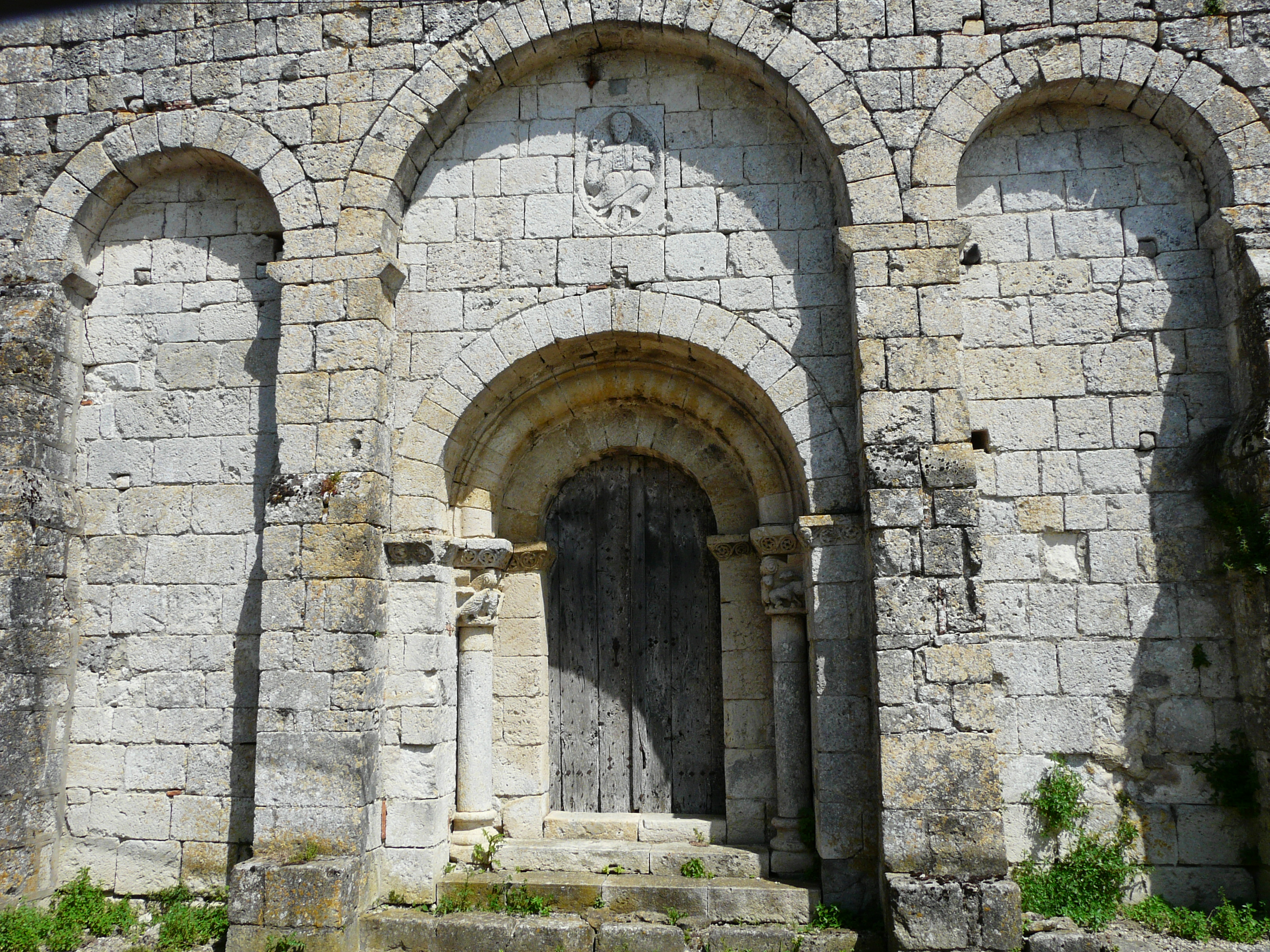
Le portail de l'église Saint-Étienne.

- Église Saint-Étienne, du XIIe siècle, inscrite au titre des monuments historiques en 1958[23], dans un site inscrit depuis 1951[24].
- Église paroissiale Saint-Pardoux de Moncaut du XIIe siècle, remaniée du XVe au XIXe siècle[25]. Elle est inscrite à l'Inventaire général du patrimoine culturel[25].
- Nombreux pigeonniers des XVIIe, XVIIIe et XIXe siècles[26].

### Héraldique
| Blason de Moncaut | Blason  | Parti : au 1er d'argent à une croix tréflée d'azur, au 2d d'azur à une assiette d'argent, chargée d’un musicien d'argent, vêtu d'azur et de gueules, au chapeau de sable, tenant de sa main dextre un archet posé en pal, brochant un violon d'argent, posé sur une terrasse alésée, à huit fleurs d'azur tigées et feuillées de deux pièces de sinople ordonnées et posées en orle, les deux du chef renversées et adossées ; le tout sommé d'un chef de gueules chargé d'un léopard d'or, armé et lampassé d'azur. |
| Blason de Moncaut | Détails | Les couleurs ainsi que la croix tréflée évoquent les anciennes familles seigneuriales de la commune : les Montaigu de Mondenard et les Rovignan. L'assiette rappelle l'activité faïencière du village aux XVIIIe et XIXe siècles. Enfin le chef au léopard symbolise la Guyenne. Création de Jean-François Binon adoptée en 2019. |